# Painita

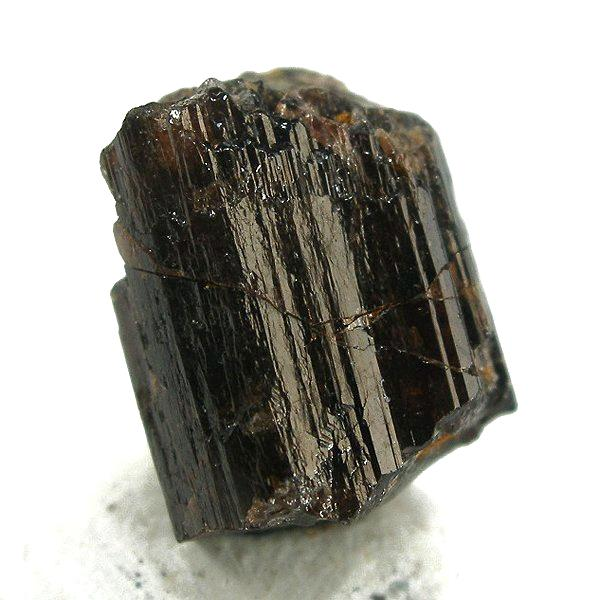
Cristal estriado euédrico de painita (dimensões: 0,9 x 0,8 x 0,7 cm

A Painita é um mineral, conhecido por ser um dos minerais mais raros do mundo. Sua fórmula química contém cálcio, zircônio, boro, alumínio e oxigênio (CaZrBAl9O18), além de vestígios de cromo e vanádio
A pedra mais rara do planeta Terra é a Painita. Descoberta em 1950 em Burma, com apenas duas pedras encontradas. Alguns anos depois mais exemplares foram achados, mas nenhum tão claro e belo quanto as primeiras.
A Painita tem sido descrita nos últimos anos, no Guinness Book, como a pedra preciosa mais rara do mundo. Em 2005 haviam apenas dezoito exemplares conhecidos deste magnífico mineral, sendo todos numerados e contabilizados. A amostra número 5 pesava 2,54 quilates e foi facetada na forma oval. Os preços da Painita variam muito e um quilate pode chegar US$ 5.500,00.
As cores da Painita variam de rosa a vermelho e marrom, mostrando diferentes matizes em diversos ângulos e, ainda, uma linda tonalidade verde fluorescente. Este raro cristal só é encontrado em Mogok, Myanmar, no estado de Kachin. Foi descoberto pelo britânico Arthur Charles Darvy Pain, na década de 50, sendo seu nome uma homenagem ao seu descobridor.
Por ser um cristal muito raro, pouco tem se escrito sobre a Painita. Atualmente, existem apenas 300 pedras conhecidas em todo o planeta.
Uma curiosidade sobre esta pedra é que foram encontradas pequenas frações de rubis incrustrados em algumas Painitas. Nos últimos anos, descobriram-se outras jazidas de Painita no norte de Myanmar, mas a maioria é opaca.

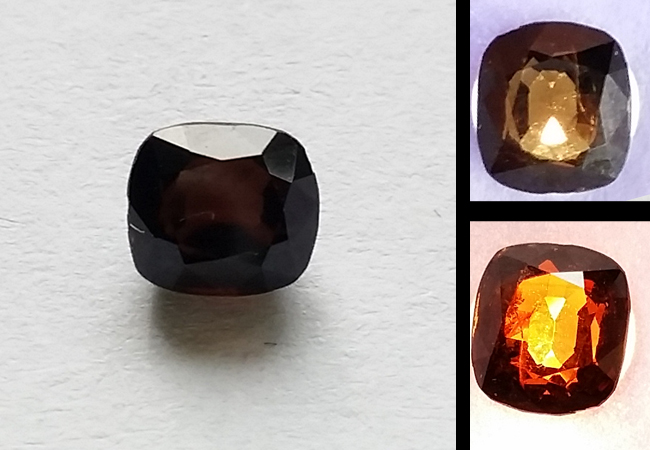
Painita lapidada facetada